# Половихін Сергій Олександрович
Сергій Олександрович Половихін (рос. Сергей Александрович Половихин; нар. 2 серпня 1954 — пом. 28 серпня 1995) — радянський футболіст, нападник та півзахисник.

## Життєпис
З 1972 року — у складі московського «Торпедо». У 1974-1975 роках провів за клуб 11 матчів в чемпіонаті та два — в Кубку СРСР. Надалі грав за команди другої ліги «Динамо» Вологда (1975-1977), «Суднобудівник» Миколаїв (1978), «Сатурн» Рибінськ (1979-1980).